# Skidmore (Texas)
Skidmore és una concentració de població designada pel cens dels Estats Units a l'estat de Texas. Segons el cens del 2000 tenia 1.013 habitants.

## Demografia
Segons el cens del 2000, Skidmore tenia 1.013 habitants, 348 habitatges, i 258 famílies. La densitat de població era de 37,2 habitants per km².
Dels 348 habitatges en un 39,9% hi vivien nens de menys de 18 anys, en un 57,5% hi vivien parelles casades, en un 10,9% dones solteres, i en un 25,6% no eren unitats familiars. En el 21,6% dels habitatges hi vivien persones soles l'11,2% de les quals corresponia a persones de 65 anys o més que vivien soles. El nombre mitjà de persones vivint en cada habitatge era de 2,9 i el nombre mitjà de persones que vivien en cada família era de 3,42.
Per edats la població es repartia de la següent manera: un 31,3% tenia menys de 18 anys, un 9,3% entre 18 i 24, un 27,1% entre 25 i 44, un 18,4% de 45 a 60 i un 13,9% 65 anys o més.
L'edat mediana era de 34 anys. Per cada 100 dones de 18 o més anys hi havia 94,4 homes.
La renda mediana per habitatge era de 19.940 $ i la renda mediana per família de 25.833 $. Els homes tenien una renda mediana de 23.056 $ mentre que les dones 16.538 $. La renda per capita de la població era de 8.864 $. Aproximadament el 25,6% de les famílies i el 31,7% de la població estaven per davall del llindar de pobresa.

## Poblacions més properes
El següent diagrama mostra les poblacions més properes.